# Holaptilon pusillulum
Holaptilon pusillulum — вид богомолів з родини Gonypetidae, один з трьох видів у роді Holaptilon. Поширений на Близькому Сході: в Йорданії та Ізраїлі.

## Опис
Дрібний богомол, самці 10-12 мм у довжину, самиці 14,5 мм. Тіло піщаного кольору, з бурими плямами. Обидві статі безкрилі. Голова ширша за передньоспинку. Фасеткові очі кулясті, прості вічка дуже дрібні. Антени тонкі в обох статей, у самців трохи війчасті. Передньоспинка пласка, майже овальна. Тазики передніх ніг довші за пердньоспинку, біля основи з лопатями та чорними зубцями. Шипів на передніх коротких та товстих стегнах 4 зовнішніх та 4 дискоїдальних. На передніх гомілках 13 коротких товстих зовнішніх шипів. Перший членик лапки на задніх ногах коротший за сумарну довжину інших члеників. Церки короткі.

## Генетика
При сперматогенезі в самців Holaptilon pusillulum відбувається ахіазматичний мейоз, втім синаптонемний комплекс присутній.